# Бассевиц, Инна Мария фон
Графиня Инна-Мария Елена Адель Элиза фон Бассевиц (27 января 1888, Шорссов, Мекленбург — Передняя Померания — 17 сентября 1973, Мюнхен) — супруга Оскара Прусского.

## Брак

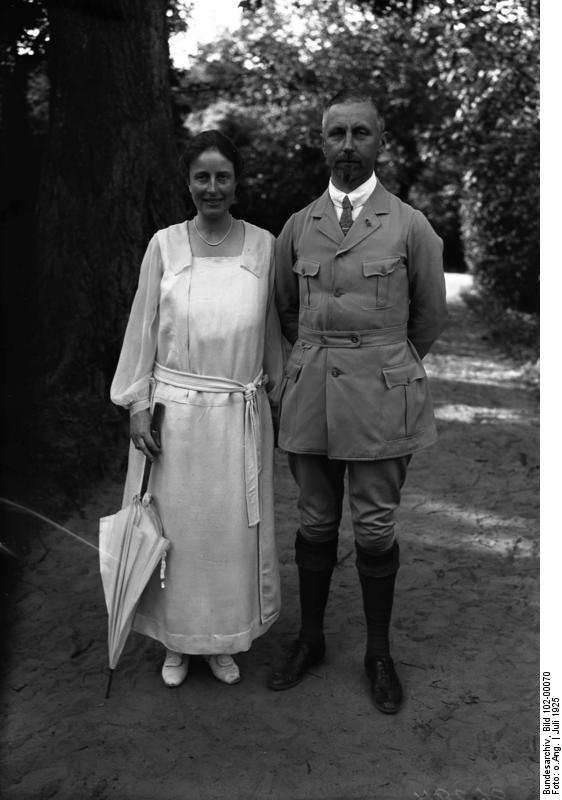
Принцесса Инна вместе с мужем, 1925 г.

31 июля 1914 года Инна вышла замуж за принца Оскара Прусского, сына императора Вильгельма II и его жены Августы Виктории Шлезвиг-Гольштейнской. Гражданская и религиозная церемонии состоялись во дворце Бельвю в Берлине. Первоначально брак считался морганатическим, но 3 ноября 1919 года брак был провозглашен как династический. В соответствии с законами королевского дома Гогенцоллернов, Инна с 21 июня 1920 года стала принцессой Прусской. У пары было четверо детей:
- Принц Оскар Вильгельм Карл Ханс Куно Прусский (1915—1939)
- Принц Бурхард Фридрих Макс Вернер Георг Прусский (1917—1988)
- Принцесса Инна-Мария София Шарлотта Прусская (1918—1989)
- Принц Вильгельм-Карл Адальберт Эрих Прусский (1922—2007)